# Bruno Conti
Bruno Conti (Nettuno, província de Roma el 13 de març de 1955) és un entrenador de futbol italià, que va entrenar a la Roma de la Sèrie A des del 14 de març del 2005 fins al 30 de juny del 2005; en aquest moment està el cap del sector del planter del club.